# Norbert Weißhaupt
Norbert Weißhaupt (* 29. März 1931) ist ein ehemaliger deutscher Fußballspieler. Von 1950 bis 1952 spielte er für die BSG Mechanik/Motor Gera in der DDR-Oberliga, der höchsten Spielklasse im DDR-Fußball.

## Sportliche Laufbahn
Als einer der Jüngsten im Aufgebot  der Betriebssportgemeinschaft (BSG) Mechanik Gera für die Oberligasaison 1950/51 kam Norbert Weißhaupt zu seinen ersten vier Oberligaspielen. Er wurde in den Spielen 4, 10, 33 und 34 der Geraer eingesetzt, wobei er in drei Begegnungen im Mittelfeld und im letzten Spiel in der Abwehr aufgeboten wurde. Auch der Spielzeit 1951/52 gehörte Weißhaupt zum Oberligakader der Geraer BSG, die sich inzwischen zur BSG Motor umbenannt hatte. Mit einigen Unterbrechungen bestritt Weißhaupt als Mittelfeldspieler zunächst in der Hinrunde 14 der 18 Oberligaspiele. Er kam auch noch in den ersten drei Begegnungen der Rückrunde zum Einsatz, verletzte sich aber im dritten Spiel. Danach erschien Norbert Weißhaupt nicht mehr im höherklassigen Fußball. 